# .yt
A .yt Mayotte internetes legfelső szintű tartomány kódja 1997 óta. A tartományt Franciaország kezeli, de a 2000-es évtizedben felfüggesztették a regisztrációkat. Régebben lehetséges volt második szintű tartományokat regisztrálni közvetlenül a legfelső alá.